# House on the Rock
House on the Rock (Maison sur le rocher, allusion à la parabole de Jésus)  est une attraction touristique située entre les villes de Dodgeville et de Spring Green, dans le Wisconsin. Ouverte en 1959, c'est un complexe de pièces dans des styles variés, de rues, de jardins et de boutiques, dessiné par Alex Jordan Jr. (en).

## Contexte
Plusieurs biographes des Jordan (père et fils),
racontent que, selon Sid Boyum (en), l'inspiration pour la maison lui vint lors d'une rencontre avec  Frank Lloyd Wright, à une date non précisée entre 1914 et 1923. Jordan père conduisait Boyum à Taliesin pour montrer à Wright les plans d'un bâtiment, la Villa Maria à Madison. Jordan vénérait le fameux architecte et espérait son approbation. Wright, ayant regardé les plans, lui aurait dit qu'il n'était « même pas capable de construire un poulailler » ; furieux, en rentrant, Jordan montra un rocher et dit à Boyum : « Je vais mettre une maison japonaise sur un de ces promontoires et en faire une attraction. ».

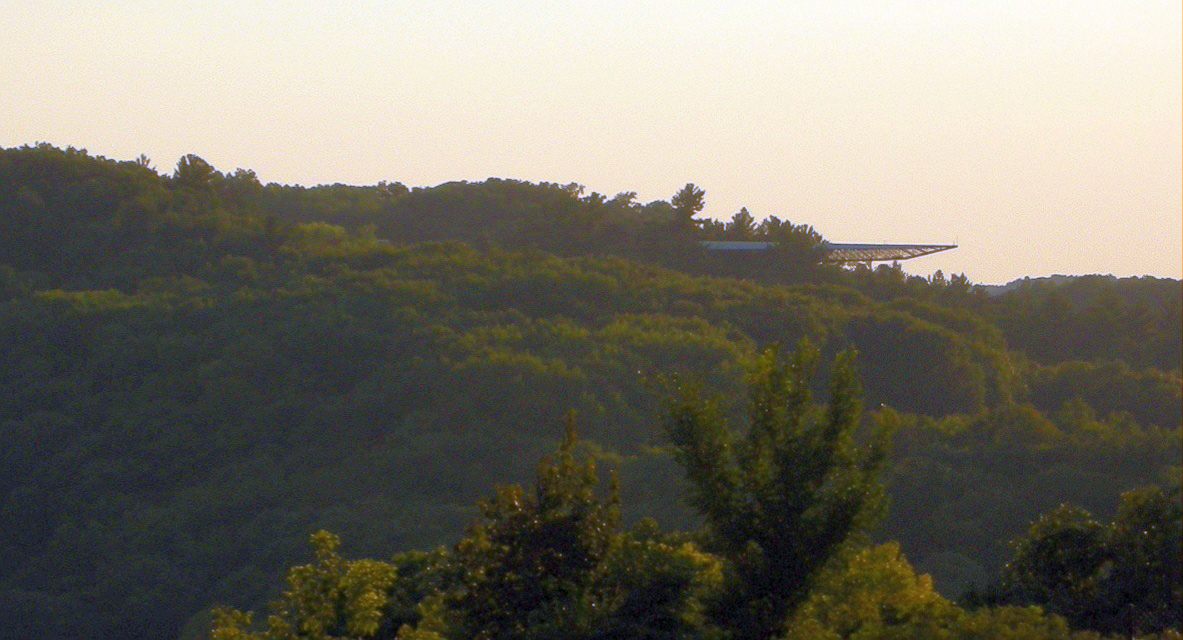
La « Pièce de l'Infini » (Infinity Room) est visible de la Highway 23, à près de 1,5 km de là

Cependant, le site internet de la Maison met en doute cette histoire pour de nombreuses raisons, par exemple parce que la Villa Maria fut construite en 1923 par le célèbre architecte Frank Riley (et non par Alex Jordan, Sr.), ou parce que Sid Boyum et Alex Jordan Jr. naquirent en 1914 (donc n'ayant pas plus de neuf ans à l'époque) et que Frank Lloyd Wright était alors au Japon, travaillant au projet de l'Hôtel impérial entre 1916 et 1922 ; la biographie de Jordan écrite par Tom Kupsh critique également cette version de l'origine de la Maison, pour les mêmes raisons.

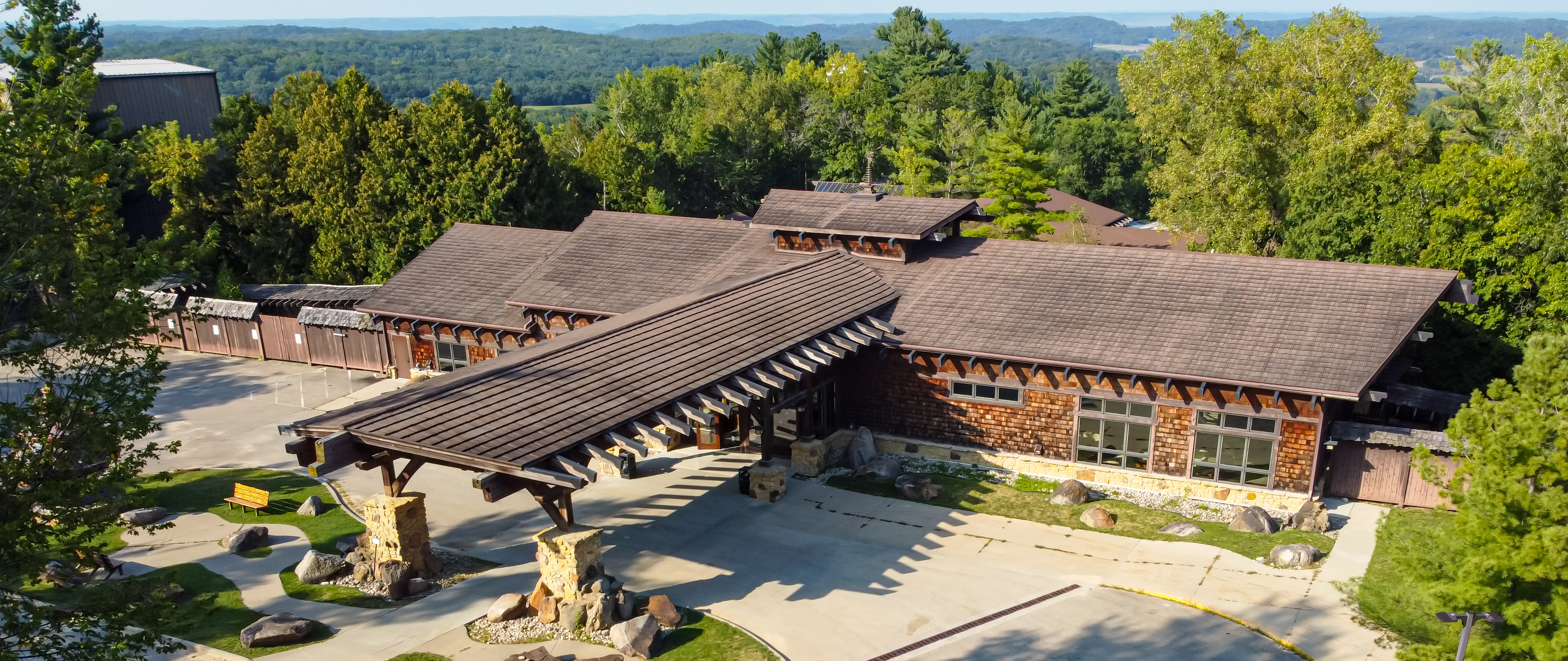

## Situation et attractions
La « Maison » est située au sommet de Deer Shelter Rock (rocher de l'abri des cerfs), une colonne rocheuse d'environ 20 mètres de haut, le sommet mesurant 25 mètres sur 90, au bord d'une forêt. La structure initiale a été élargie, et d'autres bâtiments construits au cours de plusieurs décennies. Le complexe comporte à présent entre autres « The Streets of Yesterday » (les rues d'hier), reconstitution d'une ville américaine au début du  XXe siècle ; « The Heritage of the Sea » (l'héritage de la mer), comportant une baleine fantaisiste de 60 mètres de long ; « The Music of Yesterday », une vaste collection d'instruments de musique mécaniques ; et un manège que les exploitants affirment  être « le plus grand manège du monde en intérieur ». Le manège de House on the Rock comporte 269 animaux, 182 chandeliers, plus de 20 000 lampes, et des centaines d'anges suspendus au plafond, mais pas de chevaux,.
Les structures initiales (la Maison sur le Rocher elle-même, la Porte et le Moulin) rappellent le travail de Frank Lloyd Wright, mais dans un esprit bien moins cohérent, donnant plutôt l'impression d'un patchwork. Elles présentent des pierres apparentes, des plafonds bas et du bois sombre, ainsi qu'un ameublement d'antiquités.
Jordan vendit la maison à un ami en 1988, lequel continua à construire, augmentant les collections de pièces authentiques, de reproductions, et d'exemples de toutes sortes d'objets fabriqués spécialement pour lui. L'apport le plus récent est le "Spirit of Aviation", une collection de modèles d'avions.
Jane Smiley écrivit en 1993 :

« Bien que la plupart des gens en dehors du Midwest n'en aient jamais entendu parler, House on the Rock attire plus de visiteurs chaque année que toute autre attraction du Wisconsin. Elle montre que son constructeur, Alex Jordan Jr., était aussi monomaniaque et excentrique que Frank Lloyd Wright, mais avec un point de vue complètement opposé.
[...] Il est difficile de ne pas être submergé par House on the Rock. La simple abondance des objets est impressionnante, et la chaleur et l'émotion que dégage la plupart d'entre eux, la façon dont les jouets demandent qu'on joue avec eux, par exemple, les rendent fort attirants. Mais presque dès l'entrée, tout cela est excessif. La maison elle-même est poussièreuse. Les vitres sont fêlées. Les livres sont abîmés par l'humidité. Les collections semblent en désordre, et aucun effort n'est fait pour en montrer l'intérêt culturel ; d'ailleurs, s'il y avait des panneaux explicatifs, ils seraient illisibles dans le pénombre. Tout est simplement entassé, et Alex Jordan semble manifester seulement le désir d'acquisition, et celui-ci étrangement enfantin, comme s'il avait accompli tous ses désirs d'enfant, et n'avait jamais mûri pour en développer d'autres. »

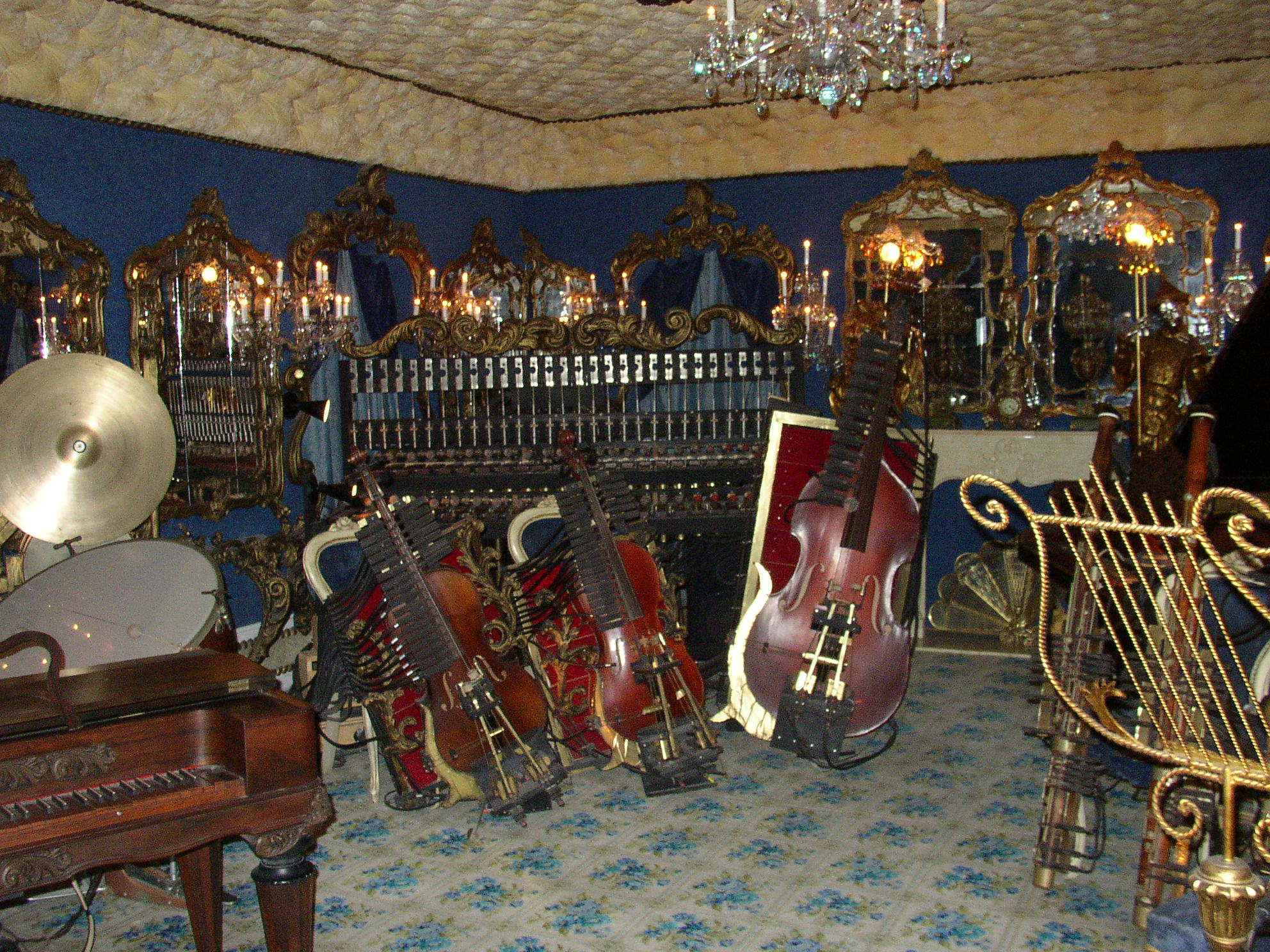
Instruments de musique mécaniques, fonctionnant en insérant des jetons. Certains jouent réellement, d'autres sont synthétisés.
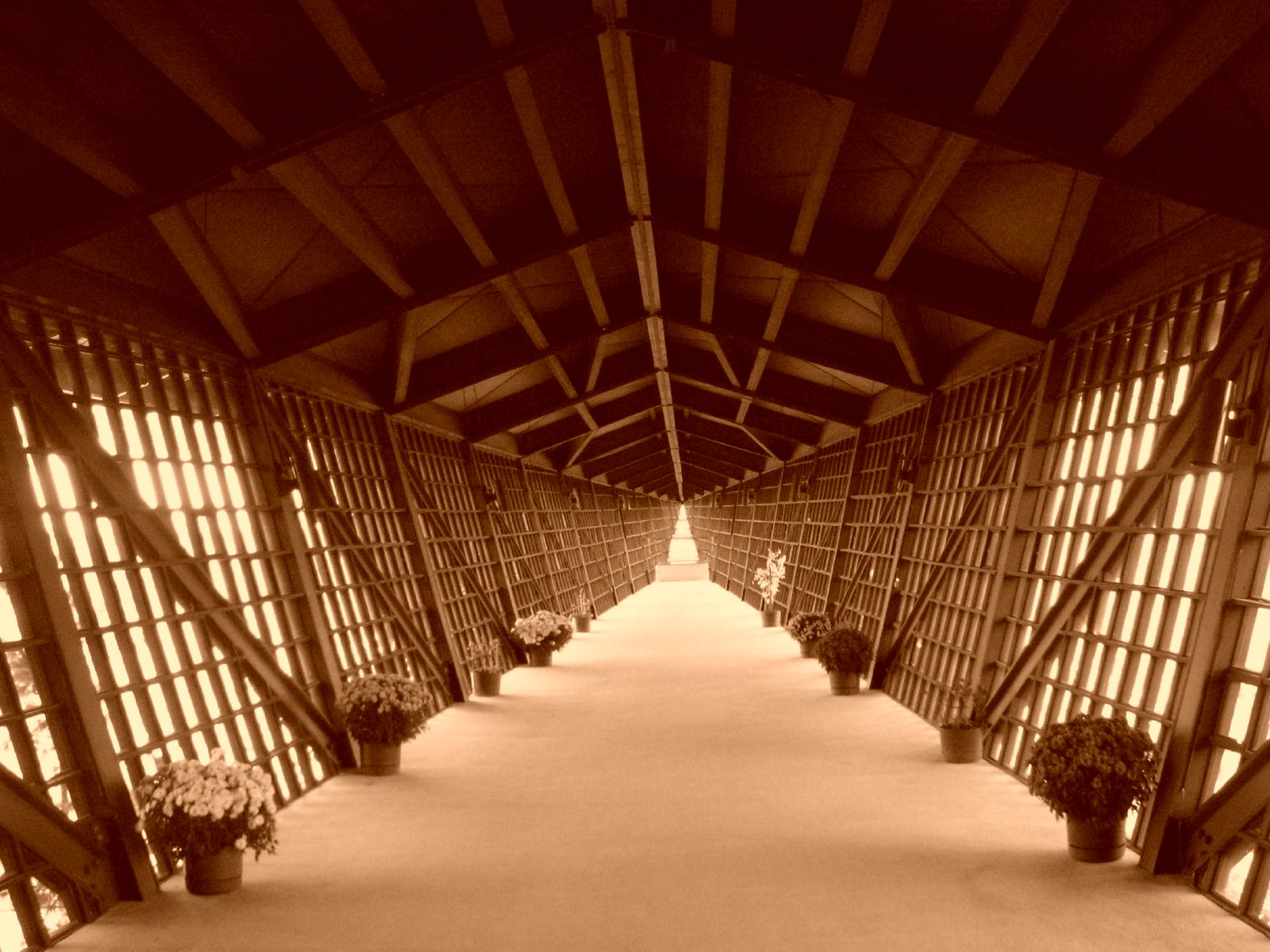
La « Pièce de l'Infini » prolonge House on the Rock de plus de 65 mètres, sans support ; elle a plus de 3000 fenêtres.
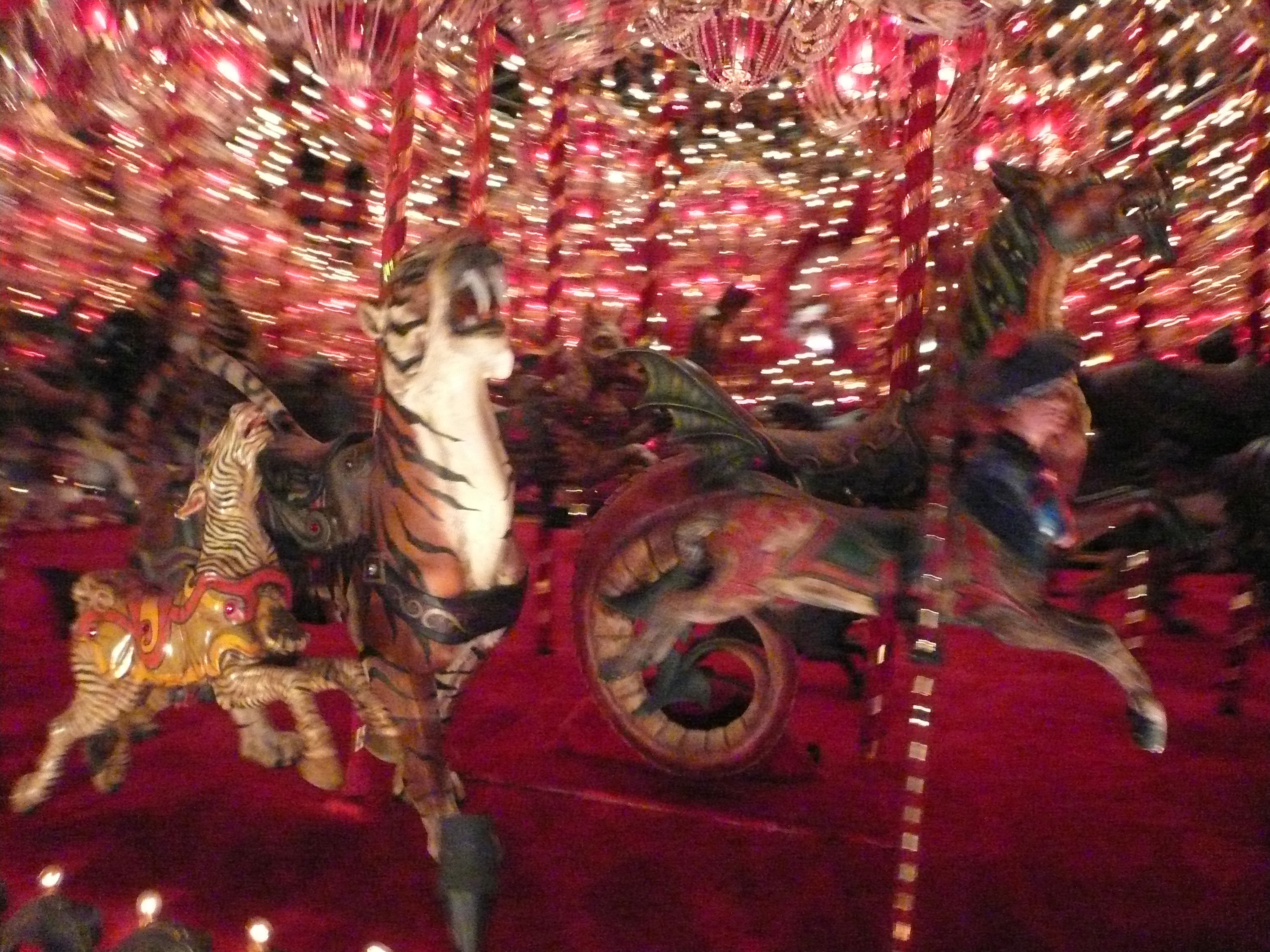
Le Manège.
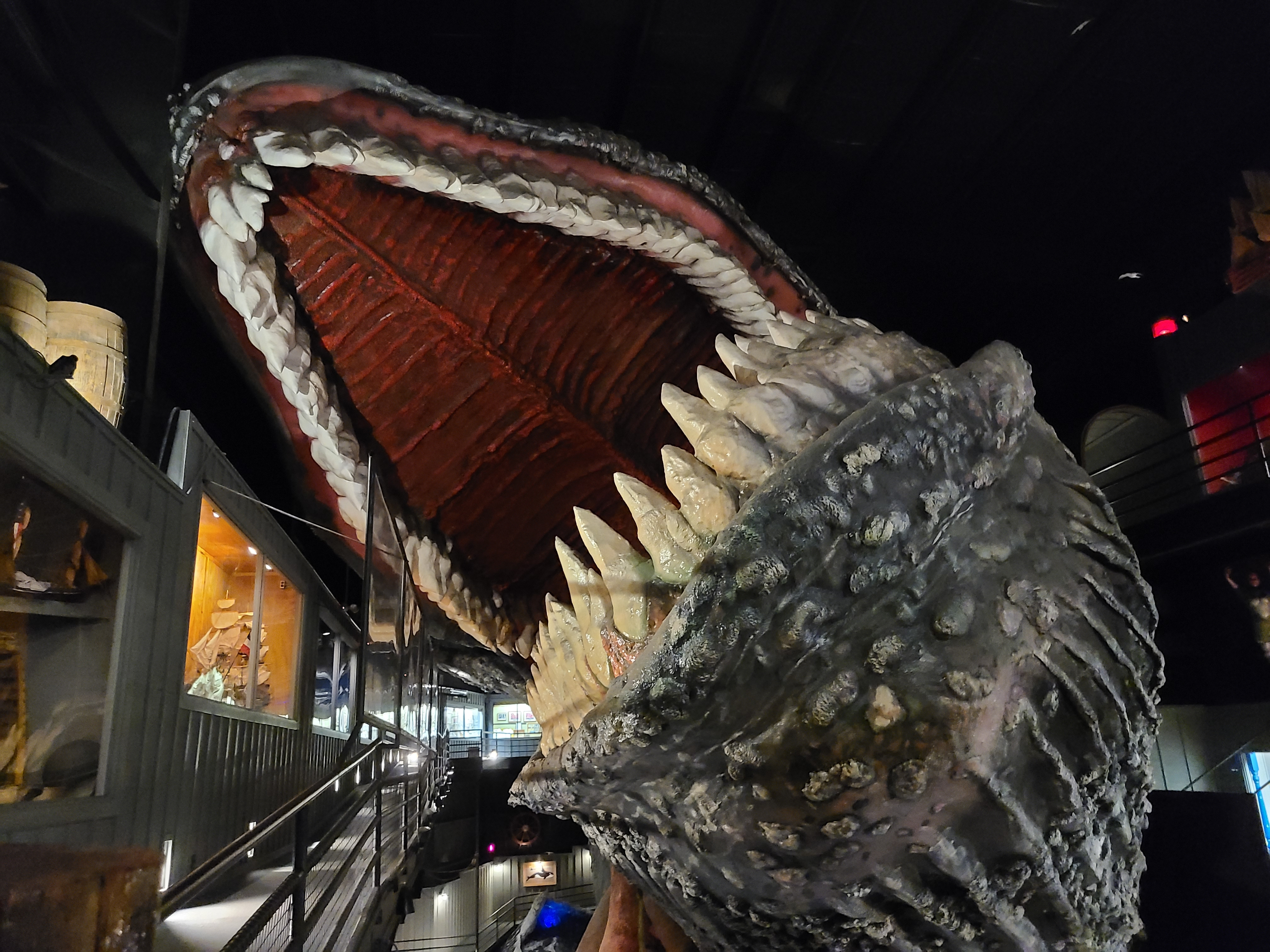
Exposition « Héritage de la mer » à la House on the Rock
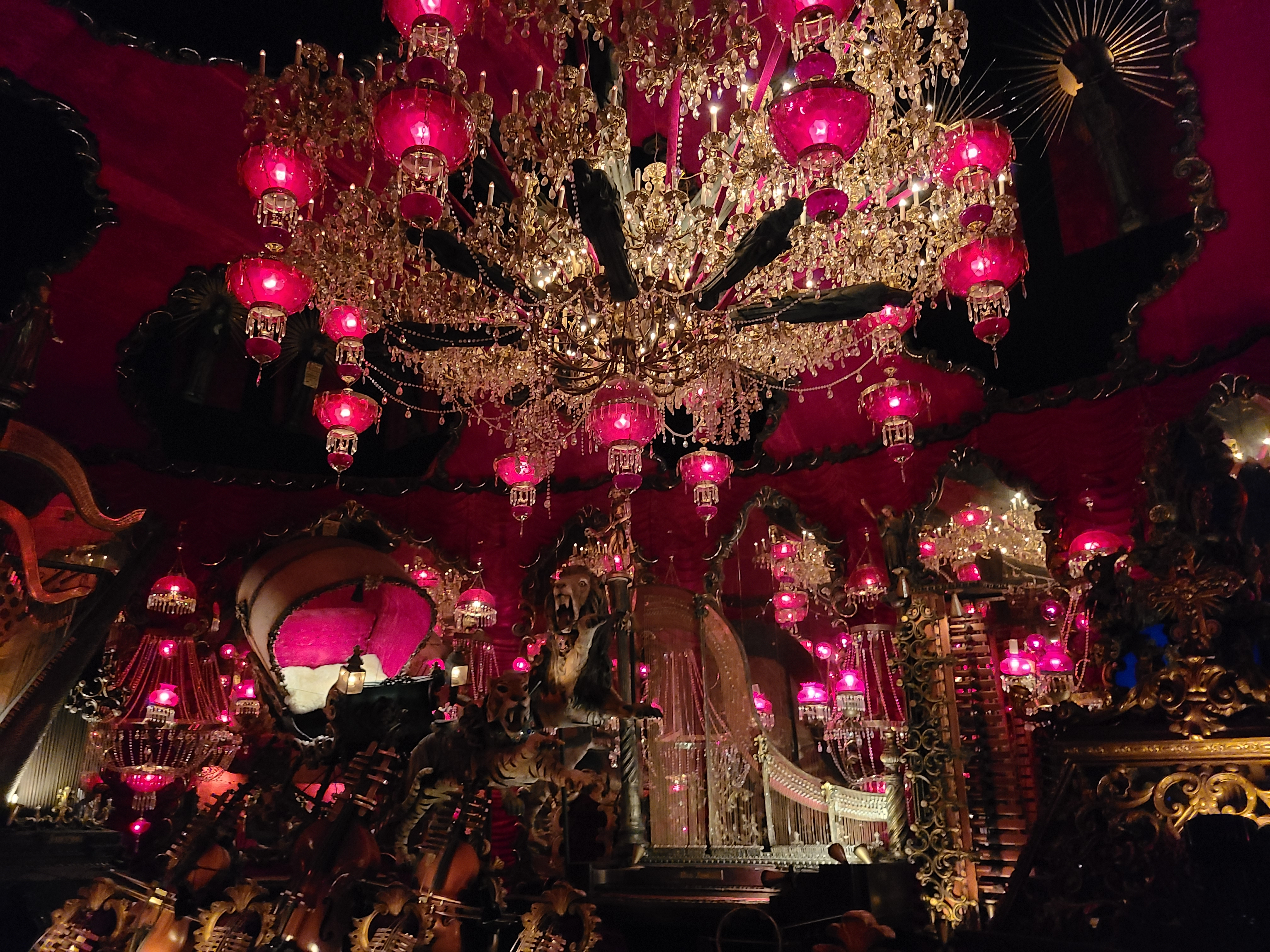
Exposition « Salle Rouge » à la House on the Rock

## L'authenticité des collections
Certaines des « antiquités » présentées sont authentiques, mais beaucoup ne sont que des répliques, ou des créations originales dans des styles anciens. La biographie rédigée par Moe suggère que cette question est sans importance :

« La  boîte à musique Regina Sublima est authentique, comme de nombreux autres objets présentés dans la Maison, mais tout le monde sait que bien d'autres objets ont été fabriqués sur place. Deviner ce qui est réel et ce qui n'est dû qu'à la magie de l'imagination fait partie du plaisir. »

Beaucoup de ces objets furent créés par Jordan et ses associés, parmi lesquels Bob Searles. Balousek cite ce dernier disant :

« Nous fabriquions du divertissement. Nous ne cherchions pas à obtenir des représentations historiquement correctes ; nous voulions seulement créer un lieu amusant »

La « voiture de Phelps » dans les Streets of Yesterday, par exemple, fut construite par Bob Searles à partir d'une vieille charrette et de pièces de moto. Searles disait qu'ils « pouvaient fabriquer ce qu'ils voulaient ; la Maison était juste un grand bac à sable. Jordan achetait parfois des objets authentiques, mais préférait une bonne copie coûtant moins, et je soupçonne qu'il s'amusait de mystifier ainsi tout le monde ».
En 1978, un employé mécontent déposa une plainte pour fraude à la consommation, expliquant que les informations données étaient fantaisistes. Ainsi, par exemple, les  « lampes Tiffany » étaient fabriquées en fait par une usine de l'Illinois, Bauer&Coble. Jordan fut enjoint de cesser ses affirmations trompeuses, les brochures furent réécrites, et des panneaux explicatifs incorrects supprimés. Cependant, les objets exposés gardèrent leurs noms évocateurs, permettant aux visiteurs de continuer à croire ce qu'ils voulaient.
Les pièces entières remplies d'instruments mécaniques sont partiellement factices : les instruments à cordes et à vent bougent, mais leur son est en fait produit par des tuyaux d'orgue. De même, la brochure officielle admet que les lampes Tiffany ne sont que des répliques, mais affirme que « la collection de lampes de Bauer et Coble est la plus vaste au monde, et devrait avoir plus de valeur que les originaux. ».

## Chronologie
- c. 1920 – Alex Jordan Sr. aurait juré de  « construire une maison japonaise sur ces rochers », pour contrarier Frank Lloyd Wright[20].
- c. 1945 – Alex Jordan Jr. commence à aplanir le sommet du pilier rocheux. Il en parle au fermier propriétaire, mais n'acquière pas formellement les droits ; la structure initiale devait être un lieu de piquenique protégé par une bâche[1].
- 1952 – un palan électrique est installé pour aider la construction[21].
- 1959 – le jour de la fête du Travail, Jordan installe un signal en pierre sur la Highway 23 et ouvre officiellement la Maison à des visiteurs payants[2].
- 1962 – le magazine Wisconsin Trails publie un long article sur la Maison dû à Howard Mead. Cet article attira l'attention, et en fit une attraction touristique régionale. La commission industrielle de l'État procéda à la première inspection officielle[22].
- 1968 – ouverture de la « Maison du Moulin », contenant « une des plus grandes cheminées du monde ». C'est la première pièce mettant l'accent sur les collections de curiosités et d'antiquités, en particulier des poupées, des fusils, et des instruments de musique[23].
- 1971 – ouverture des « Rues d'Hier », influencées par des techniques dues à Paul Yank pour une exposition analogue au Milwaukee Public Museum (en)[24].
- 1974 – ouverture des « Musiques d'Hier »[18].
- 1981 – ouverture de la maison du Manège, contenant « le plus grand Manège du monde »[25].
- 1985 – construction de la « Pièce de l'Infini »[26].
- 2008 – construction de deux nouveaux bâtiments, le « Centre d'Accueil » et le « Centre Alex Jordan Jr. » (un musée consacré à sa vie personnelle et à la construction du complexe).